# Anatolij Bajdačnyj
Anatolij Nikolaevič Bajdačnyj, traslitterato anche come Anatoly Baidachny (in russo Анатолий Николаевич Байдачный?; Mosca, 1º ottobre 1952), è un allenatore di calcio ed ex calciatore sovietico, russo dal 1992, di ruolo attaccante.

## Palmarès

### Allenatore

#### Competizioni nazionali
- Campionato bielorusso: 1

Dinamo Minsk: 1997